# Jauja (provins)
Jauja (spanska: Provincia de Jauja) är en av de nio provinserna som bildar departementet Junín i Peru. 
Provinsen gränsar i norr till Yauli, Tarma och Chanchamayo; i öster till Satipo, i söder till Concepción och i väster till departementet  Lima. Befolkningen uppgår till 83 257 personer.

## Klimat
Klimatet i bergsområdena, som varierar beroende på årstid, är under månaderna december till april tempererat, torrt och regnigt med en medeltemperatur på 14°–18°C och under månaderna juni och juli sjunker temperaturen till under noll på morgonen.

## Administrativ indelning

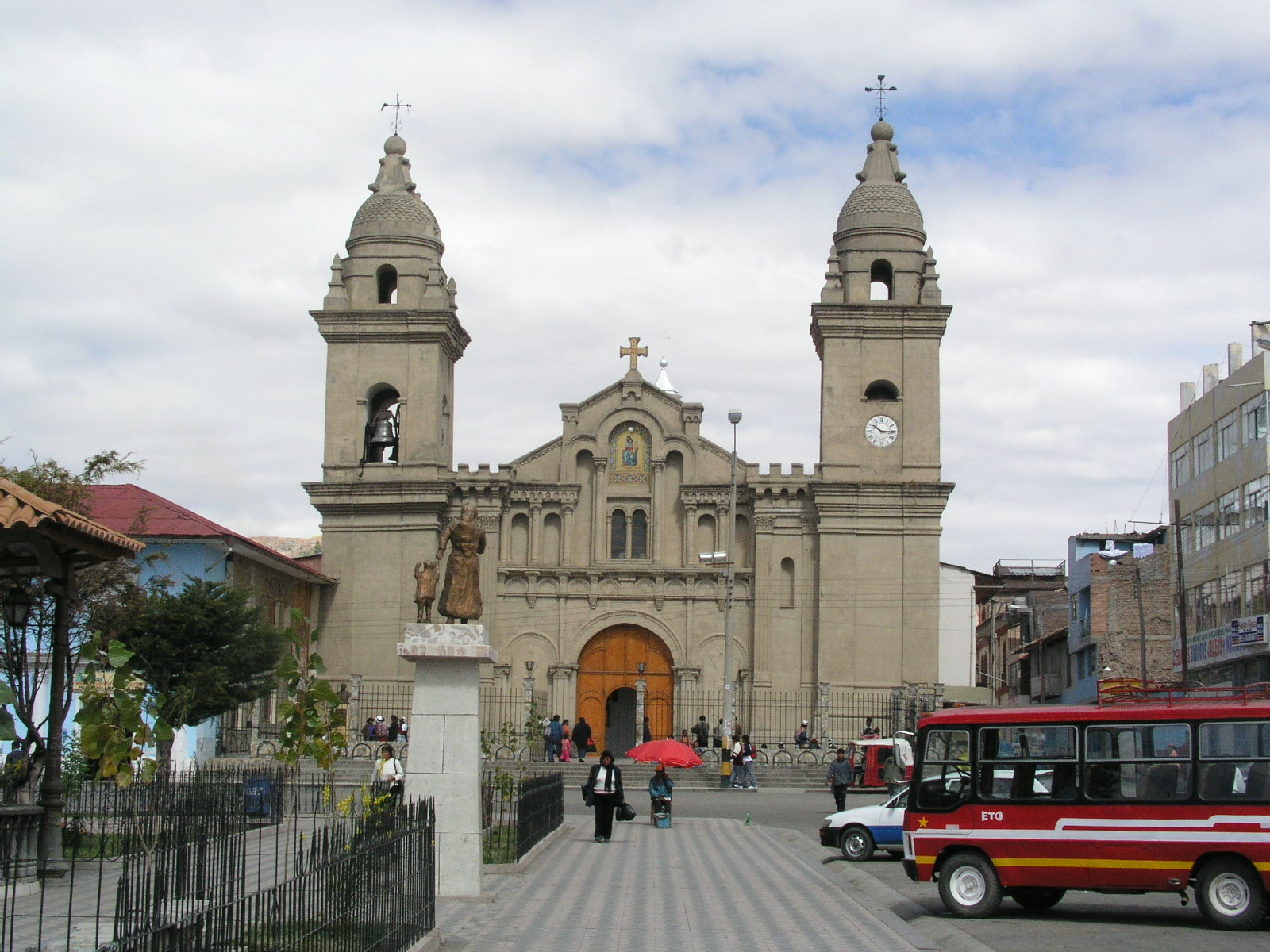
Katedralen i Jauja

Provinsen Jauja indelas i 34 distrikt (befolkning 2017 inom parentes):
| - Jauja (17 908) - Acolla (6 077) - Apata (4 284) - Ataura (1 264) - Canchayllo (1 601) - Curicaca (1 410) - El Mantaro (2 598) - Huamalí (1 646) - Huaripampa (1 000) - Huertas (2 041) - Janjaillo (558) - Julcán (745) - Leonor Ordóñez (1 553) - Llocllapampa (1 143) - Marco (1 451) - Masma (1 732) - Masma Chicce (732) | - Molinos (1 573) - Monobamba (1 662) - Muqui (1 017) - Muquiyauyo (2 335) - Paca (892) - Paccha (1 450) - Pancán (1 226) - Parco (1 153) - Pomacancha (1 427) - Ricrán (1 296) - San Lorenzo (2 538) - San Pedro de Chunán (702) - Sausa (3 060) - Sincos (4 056) - Tunan Marca (1 038) - Yauli (1 097) - Yauyos (8 992) |

## Huvudort
Provinsen huvudort är staden Jauja, som grundades av Francisco Pizarro som den första huvudstaden i Peru.
Före spanjorernas ankomst kallades orten för Hatun Xauxa och var det viktigaste samhället i Hatunwanka Xauxa, som var en del av Tawantinsuyu efter expansionen under Inkan Pachacútec.